# Qi (Henan)
Qi (xinès tradicional: 杞, xinès simplificat: 杞, pinyin: Qǐ) va ser un estat feudal menor que apareix en la història xinesa des dels principis de la Dinastia Shang (segle xvi aEC) fins als inicis del període dels Regnes Combatents, al voltant del 445 aEC.

## Història
L'estat de Qi va ser fundat quan el primer rei de la dinastia Shang infeudà als descendents directes de la família reial de la deposada dinastia Xia en l'àrea que en l'actualitat és el Comtat de Qi a Kaifeng, la Província de Henan oriental. L'estat de Qi a poc a poc es va traslladar cap a l'est fins a la zona de Xintai a la Província de Shandong fins que va ser finalment destruït pel Rei Hui de Chu. Chunwei, de la progènie de la dinastia Xia, va esdevenir el rei dels Xiongnu posteriorment.
L'estat de Qi era pel que sembla molt petit en escala, ja rarament se li esmenta en documents xinesos antics excepte per dir que "els seus assumptes no són dignes d'esment." És potser més conegut com la inspiració per la popular dita xinesa, 杞人憂天 (Qǐ rén yōu tiān, literalment significant, "La gent Qi lamenta el Cel" o "la gent de Qi es preocupa pel cel"), la qual es diu per referir-se al fet que el poble de Qi sovint parlava ansiosament del cel caient sobre els seus cap. L'expressió es fa servir quan un es burla d'una persona que presenta una ansietat innecessària sobre un assumpte impossible, sense conseqüències, o inevitable.